# Peter Heckmann
Peter Heckmann (* 19. Januar 1900 in Kleinseelheim; † 29. August 1966 in Datteln) war ein deutscher Politiker (SPD).

## Leben und Beruf
Nach dem Besuch der Volksschule war er als Bergmann und Metallarbeiter tätig. Seit 1919 war er Mitglied der SPD und Gewerkschaftsmitglied. 1933 wurde Heckmann verhaftet und in Herford inhaftiert.
Er war ledig.

## Abgeordneter
Vom 21. Juli 1958 bis zum 20. Juli 1962 war Heckmann Mitglied des Landtags des Landes Nordrhein-Westfalen. Der Einzug in den Landtag erfolgte über den Listenplatz 034 der Reserveliste.
Von 1957 bis 1966 war er Mitglied der Landschaftsversammlung Westfalen-Lippe. 1933 war er bis zu seiner Verhaftung Gemeindevertreter in Datteln. Ab 1952 war er erneut Stadtverordneter in Datteln.  Außerdem gehörte er ab 1956 der Amtsvertretung Datteln an. Dem Kreistag des Kreises Recklinghausen gehörte er vom 28. Oktober 1956 bis zu seinem Tod an.

## Öffentliche Ämter
Von Januar 1961 bis März 1961 und vom 12. Oktober 1964 bis zum 29. August 1966 war er Landrat des Kreises Recklinghausen und von 1956 bis 1961 Bürgermeister der Stadt Datteln.